# Timo Schreyer
Timo Schreyer (* 1965 in Dresden) ist ein deutscher Politiker (AfD). Er ist seit 2019 Mitglied des Sächsischen Landtags.

## Leben
Schreyer besuchte von 1971 bis 1981 die polytechnische Oberschule Wilhelm Pieck. Von 1981 bis 1983 absolvierte er eine Ausbildung zum Dachdecker und beendete 1986 erfolgreich die Fortbildung zum Dachdeckermeister. Seit 1986 ist Schreyer selbstständig als Dachdecker in Sachsen tätig, seit 2015 zusätzlich als Sachverständiger für Versicherungen.
Schreyer wohnt in Königsbrück, ist evangelisch, geschieden und Vater von zwei Kindern.

## Politik
Schreyer trat 2013 in die AfD ein. Er ist seit 2014 Beisitzer im Kreisvorstand Bautzen. Seit 2019 ist er Mitglied des Stadtrats von Königsbrück und des Kreisrats des Landkreises Bautzen.
Per Direktmandat im Wahlkreis Bautzen 3 (31,9 Prozent der Stimmen) gelang ihm bei der Landtagswahl in Sachsen 2019 der Einzug in den Sächsischen Landtag. Bei der Landtagswahl 2024 wurde er erneut über das Direktmandat im Wahlkreis Bautzen 3 in den Landtag gewählt. Schreyer ist dort Sprecher für Vertriebene und Spätaussiedler in der AfD-Fraktion, sowie Mitglied im Ausschuss für Wirtschaft, Arbeit und Verkehr.